# Стимуляція пеніса руками
Стимуля́ція пе́ніса рука́ми (англ. handjob) — позначення сексуальної практики, в якій один з партнерів (жінка або чоловік) робить ручну стимуляцію статевого члена чоловіка, як правило, доводячи його до оргазму і еякуляції. На відміну від феляції, в даній сексуальній практиці активно використовуються саме руки, а не рот або поєднання рук і рота, акцент робиться саме на мастурбації пеніса.

## Опис

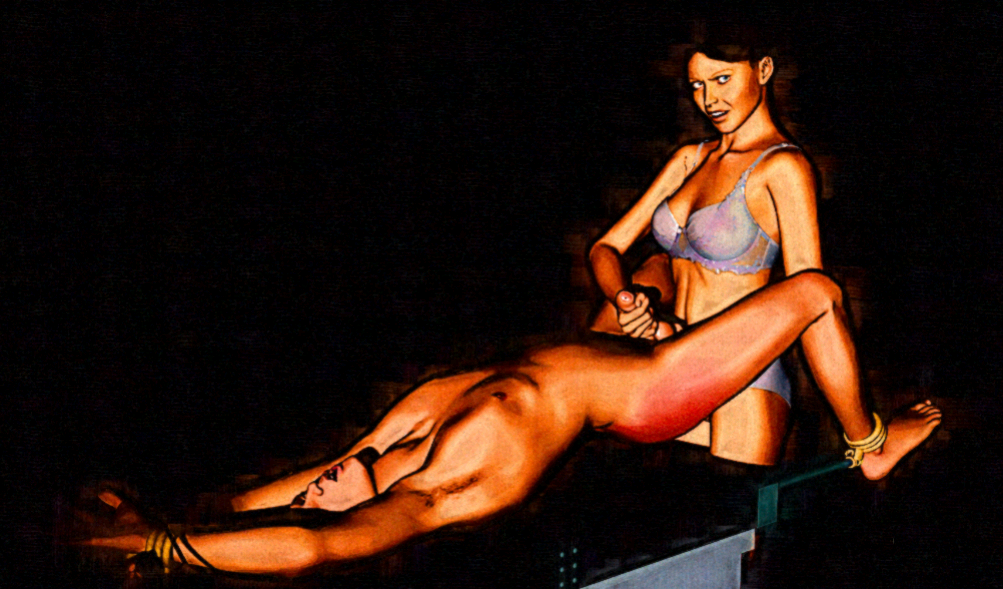
Приклад ручної стимуляції пеніса в БДСМ

Оскільки мастурбація в даній практиці виконується одним партнером для іншого, а не для самозадоволення, ручна стимуляція цілком може вважатися окремим видом сексу, відмінним від онанізму або орального сексу. Як і більшість сексуальних практик, даному акту найчастіше віддають перевагу чоловіки-фетишисти, у яких оргазм наступає швидше, ніж від статевого акту або мінету.
Наразі дана сексуальна практика широко представлена в порнографічних фільмах і відеороликах, переважно в американських, де на дану тему навіть знімаються окремі фільми.

## Поширеність в масажних салонах
В масажних салонах ця практика зазвичай називається «щасливий кінець» або «повне розслаблення». Згідно з дослідженням 1975 року A. Дж. Веларді, у такому собі американському місті західного узбережжя в одному з салонів була виявлена «ручна робота», тобто жінка мастурбувала клієнту, видаючи це за масажні послуги. Після освітлення випадку в ЗМІ місцева рада встановила вимоги з ліцензування масажисток, аналогічні тим, які пред'являлися повіям. Сам факт введення цього ліцензування привів до підвищення запитів клієнтів: вони очікували, що тепер буде доступно щось більше, ніж ручна стимуляція, а саме, статеві контакти. Тому як масажистки самі вважали, що їм нема чого втрачати, і оскільки місцева рада вже ставилася до них, як до повій, масажистки часто погоджувалися — таким чином зріс рівень проституції в місті. «Ручна робота» і донині практикується в значній кількості масажних салонів. В деяких країнах надання подібних послуг може викликати судове переслідування.

## Зображення

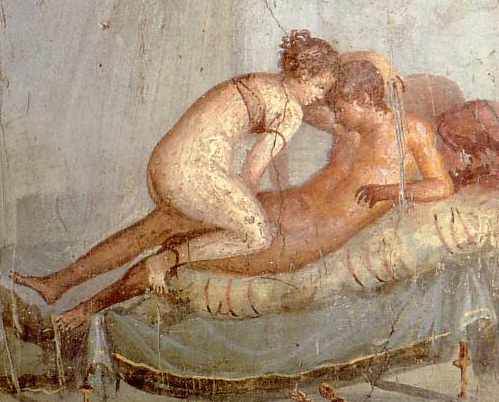
Помпейський розпис, Casa del Centenario
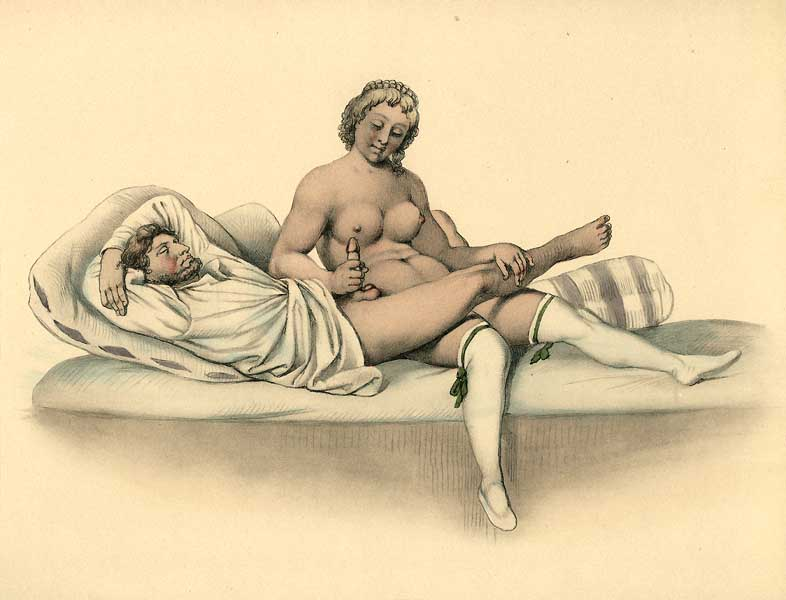
Пітер Гейгер[en], 1840 рік